# Mad Bulls Barletta 2019
Questa voce raccoglie le informazioni riguardanti i Mad Bulls Barletta nelle competizioni ufficiali della stagione 2019.

## Campionato Italiano Football a 9 FIDAF 2019

### Stagione regolare
| Bari 24 febbraio 2019, ore 14:00 | Navy Seals Bari | 0 – 33 (0-0 0-20 0-6 0-7) referto | Mad Bulls Barletta | Stadio della Vittoria (60 spett.)\| Arbitro: \| U. di Bari \| |
| Arbitro:                         | U. di Bari      |                                   |                    |                                                               |

| Crotone 10 marzo 2019, ore 14:35 | Achei Crotone | 8 – 13 (0-6 0-0 0-7 8-0) referto | Mad Bulls Barletta | Achei Field (200 spett.)\| Arbitro: \| Chiello \| |
| Arbitro:                         | Chiello       |                                  |                    |                                                   |

| Barletta 16 marzo 2019, ore 20:30 | Mad Bulls Barletta | 40 – 0 (6-0 10-0 7-0 17-0) referto | Elephants Catania | C.S. Manzi-Chiapulin (150 spett.) |

| Barletta 23 marzo 2019, ore 20:30 | Mad Bulls Barletta | 35 – 14 (0-7 7-0 7-7 21-0) referto | Navy Seals Bari | C.S. Manzi-Chiapulin (150 spett.) |

| Barletta 13 aprile 2019, ore 20:30 | Mad Bulls Barletta | 37 – 0 (14-0 0-0 16-0 7-0) referto | Achei Crotone | C.S. Manzi-Chiapulin (50 spett.) |

| Mascalucia 12 maggio 2019, ore 12:00 | Elephants Catania | 8 – 34 (0-14 0-0 0-0 8-20) referto | Mad Bulls Barletta | Stadio Bonaiuto Somma |

### Playoff
| Barletta 8 giugno 2019, ore 20:30 | Mad Bulls Barletta | 33 – 29 (12-2 0-13 7-0 14-14) referto | Angels Pesaro | C.S. Manzi-Chiapulin (180 spett.) |

| Barletta 16 giugno 2019, ore 17:00 | Mad Bulls Barletta | 48 – 24 (14-14 7-7 7-3 20-0) referto | Trappers Cecina | C.S. Manzi-Chiapulin (100 spett.) |

| Barletta 22 giugno 2019, ore 20:30 | Mad Bulls Barletta | 3 – 17 (3-7 0-7 0-3 0-0) referto | Briganti Napoli | C.S. Manzi-Chiapulin (200 spett.) |

## Statistiche di squadra
| Competizione | %Vittorie | In casa | In casa | In casa | In casa | In casa | In casa | In trasferta | In trasferta | In trasferta | In trasferta | In trasferta | In trasferta | Totale | Totale | Totale | Totale | Totale | Totale |
| Competizione | %Vittorie | G       | V       | N       | P       | Pf      | Ps      | G            | V            | N            | P            | Pf           | Ps           | G      | V      | N      | P      | Pf     | Ps     |
| ------------ | --------- | ------- | ------- | ------- | ------- | ------- | ------- | ------------ | ------------ | ------------ | ------------ | ------------ | ------------ | ------ | ------ | ------ | ------ | ------ | ------ |
| Campionato   | 1.000     | 3       | 3       | 0       | 0       | 112     | 14      | 3            | 3            | 0            | 0            | 80           | 16           | 6      | 6      | 0      | 0      | 192    | 30     |
| Playoff      | .500      | 3       | 2       | 0       | 1       | 84      | 70      | 0            | 0            | 0            | 0            | 0            | 0            | 3      | 2      | 0      | 1      | 84     | 70     |
| Totale       | .889      | 6       | 5       | 0       | 1       | 196     | 84      | 3            | 3            | 0            | 0            | 80           | 16           | 9      | 8      | 0      | 1      | 276    | 100    |

## Statistiche personali

### Marcatori
| Giocatore      | Ruolo | TD rush | TD recv | TD int | TD p.ret | TD k.ret | TD oth | Xp1  | Xp2 | FG  | Saf | Totale |
| -------------- | ----- | ------- | ------- | ------ | -------- | -------- | ------ | ---- | --- | --- | --- | ------ |
| D. Patella     |       | 0+0     | 8+1     | 0+0    | 0+0      | 0+0      | 0+0    | 0+0  | 0+0 | 0+0 | 0+0 | 54     |
| F. Renna       |       | 5+2     | 0+0     | 0+0    | 0+0      | 0+0      | 0+0    | 0+0  | 0+0 | 0+0 | 0+0 | 42     |
| An. Allegretti |       | 4+2     | 0+0     | 0+0    | 0+0      | 0+0      | 0+0    | 0+0  | 0+0 | 0+0 | 0+0 | 36     |
| L. Cillo       |       | 5+1     | 0+0     | 0+0    | 0+0      | 0+0      | 0+0    | 0+0  | 0+0 | 0+0 | 0+0 | 36     |
| S. Morella     |       | 0+1     | 1+2     | 0+0    | 0+0      | 0+0      | 0+0    | 0+0  | 0+0 | 0+0 | 0+0 | 24     |
| G. Devincenzo  |       | 0+0     | 0+0     | 0+0    | 0+0      | 0+0      | 0+0    | 9+3  | 0+0 | 2+1 | 0+0 | 21     |
| C. Cannarozzo  |       | 0+0     | 0+0     | 0+0    | 0+0      | 0+0      | 0+0    | 13+6 | 0+0 | 0+0 | 0+0 | 19     |
| R. Delcuratolo |       | 2+1     | 0+0     | 0+0    | 0+0      | 0+0      | 0+0    | 0+0  | 0+0 | 0+0 | 0+0 | 18     |
| S. Diviccaro   |       | 0+0     | 0+0     | 0+0    | 0+0      | 0+0      | 0+1    | 0+0  | 0+0 | 0+0 | 0+0 | 6      |
| D. Lemma       |       | 0+0     | 0+1     | 0+0    | 0+0      | 0+0      | 0+0    | 0+0  | 0+0 | 0+0 | 0+0 | 6      |
| R. Melis       |       | 1       | 0       | 0      | 0        | 0        | 0      | 0    | 0   | 0   | 0   | 6      |
| M. Spinelli    |       | 1       | 0       | 0      | 0        | 0        | 0      | 0    | 0   | 0   | 0   | 6      |
| D. Garrisi     |       | 0       | 0       | 0      | 0        | 0        | 0      | 0    | 0   | 0   | 1   | 2      |

### Passer rating
| Giocatore      | G   | Att   | Comp  | Int | Yds     | TD  | NFL    | NCAA   |
| -------------- | --- | ----- | ----- | --- | ------- | --- | ------ | ------ |
| R. Delcuratolo | 6+3 | 75+63 | 33+41 | 4+4 | 668+467 | 9+4 | 88,29  | 142,20 |
| D. Patella     | 1   | 1     | 1     | 0   | 35      | 0   | 118,75 | 294,00 |